# Jagdpanzer 38(t)
El Jagdpanzer 38(t), sovint conegut com a Hetzer, de l'alemany caçador o sotjador, fou un caçatancs alemany, fabricat a Txecoslovàquia, que va servir durant la Segona Guerra Mundial. Posteriorment seria copiat per diferents exèrcits europeus durant la Guerra Freda.
Dissenyat a finals de 1943, després d'un bombardeig estratègic aliat que va destruir bona part de la fàbrica Alkett, era l'adaptació del tanc txecoslovac Panzer 38(t), originalment Lehký tank vzor 38. Va entrar en servei el juliol de 1944 i destacaria durant la resta de la guerra com a solució als numèricament superiors T-34 i M4 Sherman, gràcies al seu canó d'alta velocitat, el blindatge inclinat i la seva fiabilitat.
Durant el curt període de fabricació se'n van muntar aproximadament 2.827 unitats. Després de la guerra es van continuar fabricant, sota la denominació Stihac Tanku-I, i Suïssa en compraria 158 unitats designant-los G13.

## Denominació
A causa de diferents canvis de nom i confusions entre les fàbriques txecoslovaques, que produïen el vehicle, i els alemanys, el Jagdpanzer 38(t) va acabar tenint un gran ventall de denominacions.
En un principi, quan encara no s'havia assignat a cap branca de servei el reclamaven tant l'artilleria, amb el nom de Sturmgeschütz 38(t) com la panzerwaffe, amb el nom de leichte Panzerjäger auf 38(t).
Quan el vehicle es va assignar, al final, al cos de blindats va rebre la denominació oficial de Panzerjäger 38 fuer 7.5cm Pak 39 (L/48) o també SdKfz 138/2. Posteriorment, l'11 de setembre de 1944, el nom oficial canviaria a Jagdpanzer 38 - Panzerjäger 38 (7.5cm Pak 39 (L/48)), mantenint la denominació de vehicle especial.
El sobrenom de Hetzer es va associar al Jagdpanzer 38(t) quan, en una reunió amb els alemanys, els txecoslovacs no es van adonar que el nom de Hetzer era la denominació del projecte de caçatancs competidor E-10, més potent que el Jagdpanzer 38(t). A causa d'aquesta confusió durant un temps a la documentació apareixeria el nom de Hetzer i en algun cas les tropes també es van equivocar i van fer informes amb el nom de Hetzer. A causa d'això, Heinz Guderian, aleshores General Inspekteur der Panzertruppen, va escriure, erròniament, a Hitler el 4 de desembre de 1944, dient que el nom provenia de les tropes i els historiadors posteriors van adoptar aquest sobrenom per aquest motiu.
Després de la guerra es van continuar fabricant, sota la denominació Stihac Tanku-I, i Suïssa en compraria 158 unitats designant-los G13.

## Desenvolupament
El disseny del Jagdpanzer 38(t) va començar després d'un important bombardeig estratègic de 1.424 tones de bombes incendiàries i d'alt explosiu a Berlín, el novembre de 1943, que va afectar seriosament la capacitat de produir Sturmgeschütz III a la fàbrica Alkett.
A causa d'això es va explorar la possibilitat de produir Sturmgeschützs a Txecoslovàquia, a la fàbrica BMM, que era una potent indústria bèl·lica ja abans de la guerra. El 6 de desembre de 1943 es va comunicar a Hitler que les instal·lacions no podien aixecar el pes d'un Stug i per això es va decidir fer una variant d'un tanc que ja es produïa allà, el Panzer 38(t).
El disseny va avançar ràpidament: el 17 de desembre de 1943 es van presentar els plànols del blindat, que Hitler va acceptar enèrgicament, el 24 es va completar un model de fusta i, fet això, es va apressar a producció, sense prototips ni pre-producció, i els primers models es van entregar el març de 1944, tot i que van patir petits problemes i van ser enviats altre cop a fàbrica per corregir-los, un cop arreglats van entrar en servei l'abril de 1944. Inicialment el Jagdpanzer 38(t) només era produït per la fàbrica Böhmisch-Mährische Maschinenfabrik, o BMM, però, tal com estava planificat, el juliol de 1944 s'hi va afegir Škoda, que fins aleshores no havia produït cap vehicle amb tracció per eruga.
Tot i que la producció va augmentar ràpidament, no es van arribar a assolir els objectius de producció en part a causa de diferents bombardeigs: un de 417 tones de bombes, l'octubre de 1944, i tres més, de 375 tones entre tots, el desembre a la fàbrica de Škoda. Posteriorment els talls d'electricitat a Praga i els bombardeigs a la ciutat i a les fàbriques encara reduirien més la producció. Finalment, la producció entre ambdues fàbriques va ser la següent, que s'ajustà bastant a la planificació del Waffenamt, l'agència d'armament alemanya, que establia les xifres el mes abans:
| Fàbrica     | Abril | Maig | Juny | Juliol | Agost | Setembre | Octubre | Novembre | Desembre | Gener | Febrer | Març | Abril/Maig | Total |
| ----------- | ----- | ---- | ---- | ------ | ----- | -------- | ------- | -------- | -------- | ----- | ------ | ---- | ---------- | ----- |
| BMM         | 23    | 50   | 100  | 100    | 150   | 190      | 133     | 198      | 223      | 189   | 273    | 148  | 70         | 2047+ |
| Škoda       | 0     | 0    | 0    | 10     | 20    | 30       | 57      | 89       | 104      | 145   | 125    | 153  | 47         | 780+  |
| Planificats | 20    | 50   | 100  | 175    | 175   | 250      | 330     | 350      | 380      | 430   | 350    | 350  | 250        | 3210  |

## Característiques
El jagdpanzer 38(t), tot i ser un vehicle dissenyat ràpidament, va resultar tenir pocs problemes. A pesar d'això va ser àmpliament modificat, gairebé mensualment, mantenint intactes les característiques principals següents:

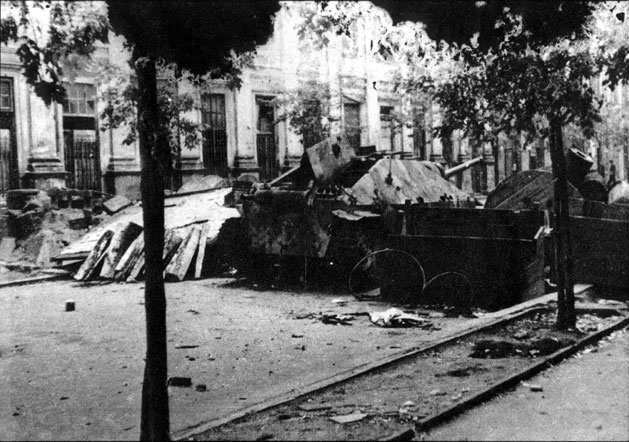
En un dels primers enfrontaments amb Jagdpanzers 38(t) una unitat va ser capturada per l'Armia Krajowa durant la revolta de Varsòvia, l'any 1944.

### Blindatge i distribució
El Jagdpanzer 38 estava dissenyat per ser un blanc molt petit, amb una alçada de només 1,845 m, 2,1 m si s'hi inclou la metralladora. L'amplada era de 2,526 m, que s'eixamplava fins a 2,63 m afegint-hi els faldons de protecció de l'eruga. La llargada també era relativament curta, 4,766 m, amb el canó 6,27. A més a més, el canó estava situat a només 1,402 m del terra, dificultant-ne l'albirament quan disparava.
Totes les superfícies del Hetzer tenien una elevada inclinació. El blindatge frontal, 60 mm de planxes d'acer laminat E22 soldades i endurides fins a 265-309 Brinell, estaven inclinades 60º respecte a l'eix vertical. Els 20 mm d'acer dels laterals i el darrere estaven fets amb acer d'aliatge Siemens-Marteneit amb una duresa d'entre 220 i 265 Brinell. Els laterals superiors estaven inclinats a 40º mentre que les parts inferiors ho estaven a 15, igual que el darrere del vehicle. El sostre estava fet amb 8 mm d'acer i la coberta inferior amb 10 mm.
El Pak 39 estava muntat més a prop del lateral dret i això en limitava el gir, només 5º a l'esquerra i 11º a la dreta. Aquesta posició desequilibrada també feia que la suspensió dreta hagués d'aguantar 55 kg més que l'esquerra.
L'espai per la tripulació era molt reduït. El conductor, l'artiller i el carregador/operador de ràdio anaven posicionats en fila a l'esquerra del vehicle. Aquesta posició complicava l'acció del carregador, que tenia difícil accés a la munició emmagatzemada, ja que havia de travessar la zona de retrocés del canó, que estava pensat per tenir la tripulació a la dreta. El comandant anava a la dreta, rere una protecció contra el retrocés del canó, en una posició de difícil comunicació amb la resta de la tripulació.

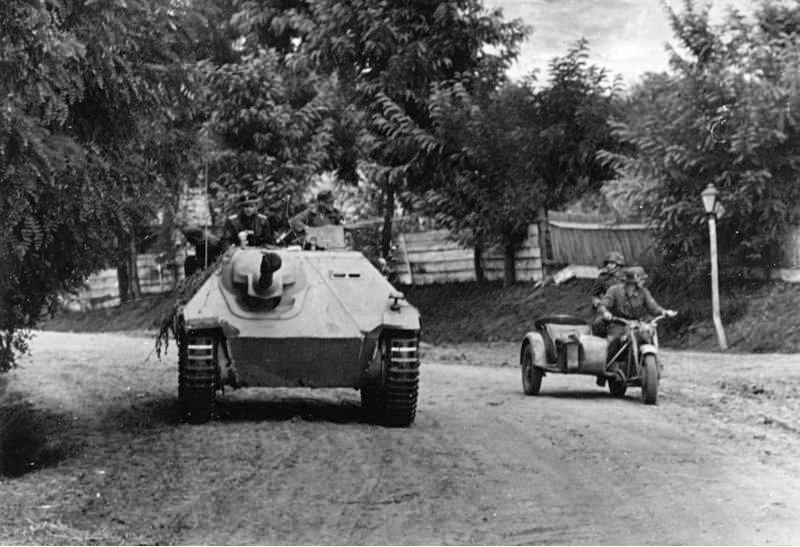
Un Jagdpanzer 38(t) de la 8a Divisió de Cavalleria SS Florian Geyer avançant per Hongria l'any 1944.

El Jagdpanzer 38(t) disposava de dues entrades/sortides per la tripulació: una escotilla sobre la posició del carregador, que era usada pel conductor, l'artiller i el carregador, que també servia per alimentar la metralladora quan fos necessari. La segona estava situada sobre la posició del comandant.
Sovint, a l'exterior, s'hi col·locaven diferents eines: un gat hidràulic, un bloc de fusta pel gat, alicates per tallar fil punxant, una barra metàl·lica, catorze baules de l'eruga, un parell de cables d'acer...

### Armament
L'armament principal del Jagdpanzer 38(t) era un canó antitanc, dissenyat per a caçatancs: el Pak 39 de 7,5 cm. Era un canó d'alta velocitat força precís, amb capacitat de tocar amb la primera canonada a objectius situats fins a 1.000 m. La següent taula indica la precisió amb diferents tipus de projectil, el primer valor és la precisió, en percentatge d'impactes, en una situació controlada i la segona xifra és calculada amb el mètode de doble dispersió, que s'obtindria en combat si els tanquistes actuessin amb calma:
| Munició\Abast | 100 m     | 500 m     | 1.000 m | 1.500 m | 2.000 m | 2.500 m | 3.000 m |
| ------------- | --------- | --------- | ------- | ------- | ------- | ------- | ------- |
| Pzgr.39       | 100 (100) | 100 (99)  | 99 (71) | 77 (33) | 48 (15) | 30 (8)  | 17 (4)  |
| Pzgr.40       | 100 (100) | 100 (98)  | 95 (58) | 66 (24) | 21 (6)  |         |         |
| Gr.38 HL      | 100 (100) | 100 (100) | 82 (45) | 42 (15) | 20 (6)  |         |         |

Per aquesta arma el Hetzer duia 41 projectils, tot i que en podia dur molts més. Recomanablement el 35% havia de ser munició antitanc Pzgr.39 (APCBC amb explosiu i traçador) i la resta havia de ser munició d'alt explosiu Sprgr per a tasques de suport a la infanteria. Segons la disponibilitat també es podien dur alguns Pzgr.40, projectils d'alta velocitat amb nucli de tungstè, per destruir els tancs pesants soviètics. Finalment també hi havia el projectil Gr.38 HL, menys precís i amb menys penetració que els anteriors, que funcionava pel principi de càrrega buida HEAT.

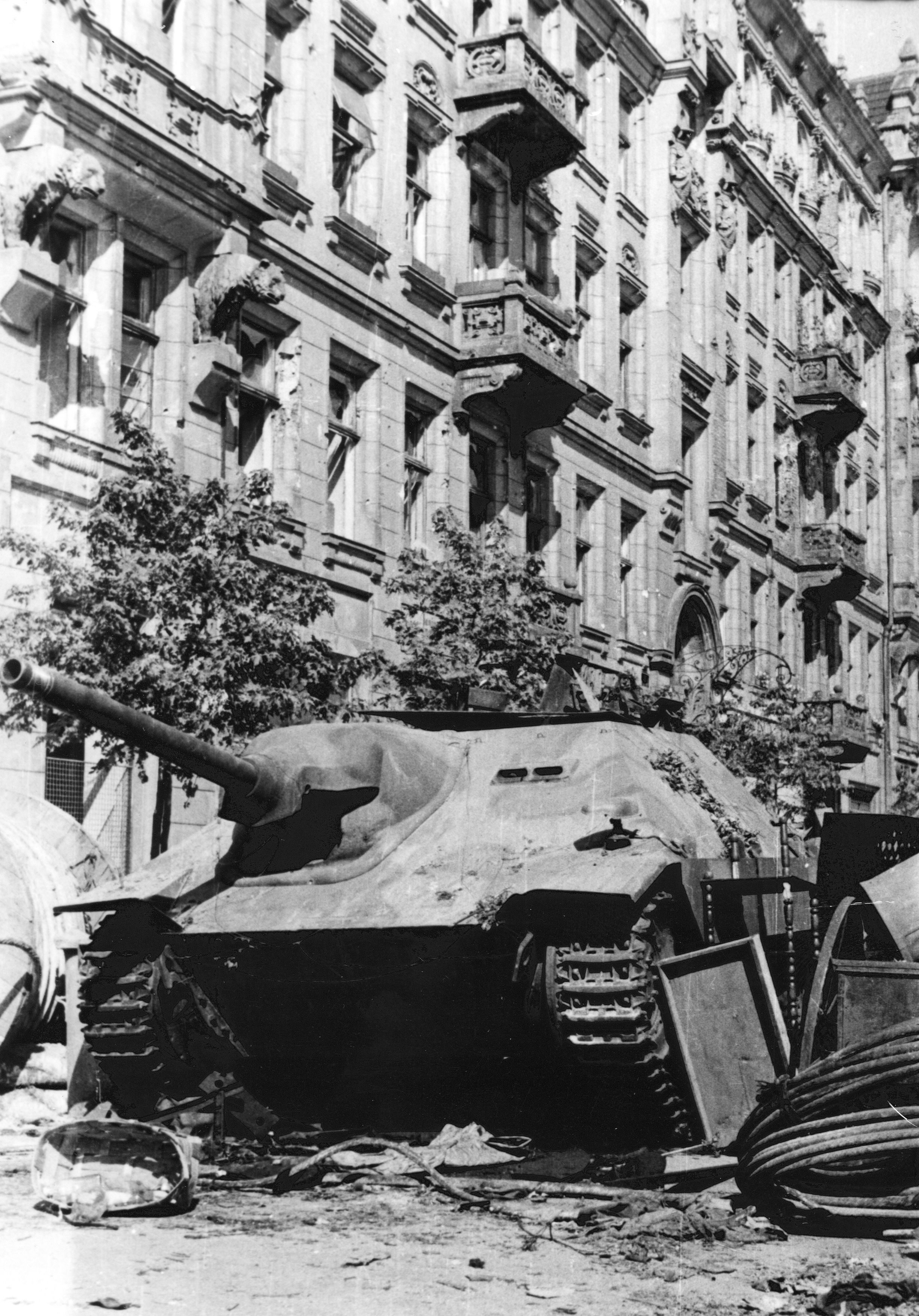
El Hetzer capturat pels polonesos vora l'oficina postal, sense mobilitat, es va situar a una barricada. Després seria reparat i lluitaria per l'exèrcit polonès fins ser sepultat per la runa de l'oficina postal.

L'armament secundari era una metralladora MG 34 amb muntura Rundumsfeuer i 600 cartutxos. Aquesta metralladora anava col·locada al sostre i es podia apuntar i disparar des de dins del Hetzer usant un periscopi, amb ampliació x3 i 8 graus de camp de visió, que tenia un gallet a la maneta dreta.
Quan s'acabava la caixa de munició el carregador havia de sortir per l'escotilla i canviar-ho des de fora. Per a protegir-lo hi havia un petit escut però hi havia un espai entre el sostre i la metralladora, on hi havia el periscopi, per on podien passar-hi bales.

### Sistema motor
La potència pel Jagdpanzer 38(t) la donava un motor de gasolina de sis cilindres, 7.754 cc i amb una potència màxima de 150 CV a 2.600 rpm.
Una transmissió semiautomàtica de 5 velocitats cap endavant i una endarrere transferia la potència a un embragatge Wilson i finalment arribava a les rodes motrius.
La suspensió consistia en les rodes i el tensor normal del Pz.Kpfw.38(t) però amb un diàmetre de les rodes de rodament més gran i un corró de retorn adaptats del Panzer 38(t) neuer Art.
Les erugues feien 35 mm d'ample i tenien un contacte amb el terra de 3,02 m, resultant una pressió contra el sòl de 0,76 kg/cm2.
L'abast màxim en carretera, amb el dipòsit de 320 litres ple, era de 180 km mentre que camp a través podia arribar a fer 130 km.

### Òptica i telecomunicacions
La visió des de dins del Hetzer era molt pobre. El conductor només podia conduir fent servir dos periscopis bessons, ja que no tenia escotilla a sobre per treure el cap.
El tirador disposava d'una mira periscòpica Sfl.Z.F per apuntar el canó. Per altra banda, el carregador tenia el visor de la metralladora i també un periscopi fix a les 9 en punt. Finalment, el comandant disposava d'un periscopi de tisores SFl4Z. Aquest conjunt tenia el principal defecte que, si no s'obrien les escotilles, la tripulació no tenia cap manera d'observar cap al lateral dret del caçatancs, sent un angle totalment cec.
En l'apartat de telecomunicacions el Jagdpanzer 38(t) tenia una única ràdio FuG 5, situada a l'esquena del carregador.

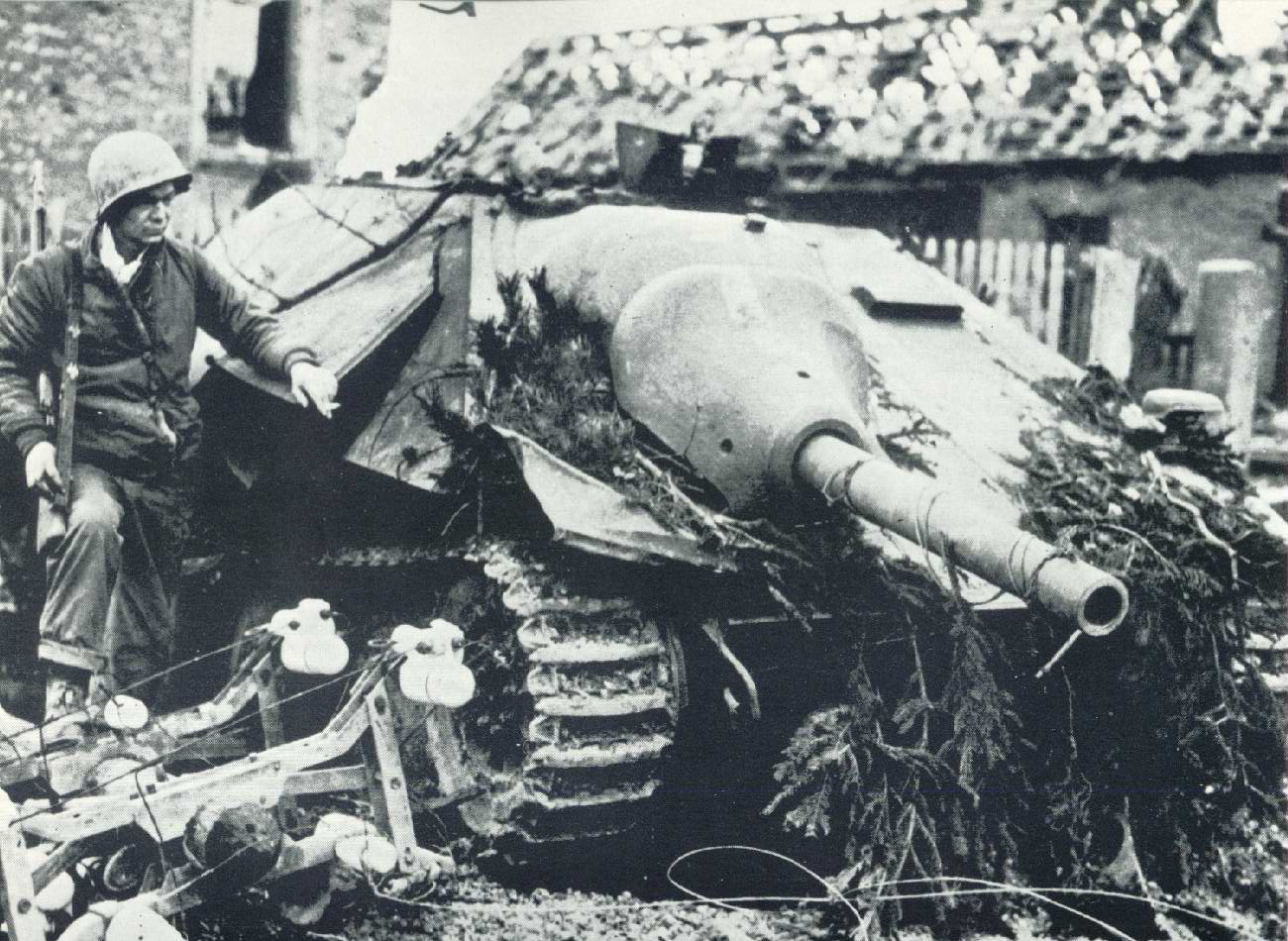
Un Jagdpanzer 38(t) capturat el 1944 per les tropes estatunidenques.

## Variants
A causa de la fiabilitat del xassís del Hetzer es van produir unes quantes variants que complien diferents rols.
- Befehlswagen 38. Variant de comandament. Equipada amb una ràdio de 30W FuG 8.
- Flammpanzer 38(t). Variant llançaflames. Bàsicament se substituïa el canó pel 1.4 cm Flammenwerfer 41 amb uns dipòsits interns de 582 litres de combustible. Se'n van fabricar menys de 50 unitats.
- Bergepanzerwagen 38. Variant de recuperació. En aquest cas s'eliminava el canó i el xassís s'obria per la part superior per afegir-hi un parell de braços rígids per lligar-hi els tancs que quedessin encallats o malmesos en combat. Se'n van fabricar 106 unitats però 64 van ser reconvertits.
- Jagdpanzer 38 Starr. Variant simplificada i equipada amb un motor dièsel Tatra. Se'n van fabricar deu unitats i nou van ser reconvertides a Jagdpanzers 38 normals. El prototip restant va ser destruït al final de la guerra.
- Panzerjaeger 38(t) mit 105mm StuH 42/2 L/28. Variant proposada del Jagdpanzer 38 Starr armed equipada amb un obús de 10,5 cm.